# Système de charges
 (mars 2024).
Le système de charges (ou système des charges, en espagnol sistema de cargos) est un concept de l'anthropologie décrivant l'organisation sociale de certains peuples autochtones mésoaméricains et andains. Il s'agit d'un ensemble de postes et rôles sociaux appelés charges, changeant de titulaire tous les ans et ayant trait aux tâches politiques et religieuses, notamment l'organisation des festivités annuelles. Certaines charges sont rémunérées, en fonction de la communauté, car les systèmes de charge sont divers. Depuis le début du XXe siècle, de nombreuses définitions ont été données de ce système, influencées par les situations politiques des divers anthropologues s'étant penchés sur la question.

### Articles récents en français
- Flora Baudry, « Faire la fête dans les Andes », Terrain. Anthropologie & sciences humaines, no 78,‎ 9 juin 2023, p. 174–181 (ISSN 0760-5668, DOI 10.4000/terrain.24966, lire en ligne, consulté le 26 mars 2024)
- Roque Urbieta Hernández, « Des sistemas de cargos au 69e Forum de l’Assemblée Général des Nations Unies (ONU). Les expériences vécues des femmes autochtones, une perspective décoloniale de la diplomatie internationale », América Crítica, vol. 2, no 2,‎ 2018, p. 95–110 (ISSN 2532-6724, DOI 10.13125/americacritica/3278, lire en ligne, consulté le 26 mars 2024)